# جامع‌لی (بورچکا)
جامع‌لی (به لاتین: Camili، به گرجی: ხერთვისი) یک منطقه مسکونی در ترکیه است که در استان آرتوین و شهرستان بورچکا واقع شده است. این روستا ۱۸۷ نفر جمعیت دارد.